# C'est le dernier qui a parlé qui a raison
Chansons représentant la France au Concours Eurovision de la chanson
White and Black Blues
(1990) Monté la riviè
(1992)
Singles de Amina
Belly Dance
(1989) Ma tisane bout
(1991)
Pistes de Yalil
Le Cercle rouge
(2)
C'est le dernier qui a parlé qui a raison est une chanson interprétée par la chanteuse franco-tunisienne Amina pour représenter la France au Concours Eurovision de la chanson 1991, qui se déroulait à Rome, en Italie. 
Elle sort en single en 1991 et figure sur Yalil, le premier album studio de la chanteuse, sous le titre Le Dernier qui a parlé….

## Thème et composition
La chanson, dont le titre complet est l'un des plus longs dans l'histoire du concours Eurovision de la chanson, est écrite par Amina elle-même, tunisienne, et composée par Wasis Diop, sénégalais, résultant en une touche africaine à la musique. Amina chante au sujet de la vérité du dicton référencé dans le titre. Elle l'étend également en « c'est le plus fort qui a parlé qui a raison ».

## Concours Eurovision de la chanson
Elle est intégralement interprétée en français, langue nationale, comme l'impose la règle entre 1977 et 1998. L'orchestre est dirigé par Jérôme Pillement.
C'est le dernier qui a parlé qui a raison est la neuvième chanson interprétée lors de la soirée, après Fångad av en stormvind de Carola qui représentait la Suède et avant İki Dakika (en) d'İzel, Reyhan Karaca (tr) et Can Uğurluer (tr) qui représentent la Turquie. 
À l'issue du vote, la chanson obtient 146 points, se classant 2e sur 22 chansons. Elle a d'abord terminé 1re à égalité avec la chanson suédoise Fångad av en stormvind de Carola, mais la Suède remporte finalement le concours en recourant à la règle des ex aequo,.

## Liste des titres
| A1. | Le Dernier qui a parlé... | Amina Annabi, Wasis Diop                | 3:16 |
| B1. | Neila                     | Khadija Laurence, Maurice Poto Doudongo | 4:25 |

| 1. | Le Dernier qui a parlé... (remix) | Amina Annabi, Wasis Diop                | 4:36 |
| 2. | Neila                             | Khadija Laurence, Maurice Poto Doudongo | 4:25 |
| 3. | Le Dernier qui a parlé...         | Amina Annabi, Wasis Diop                | 3:16 |

## Classements

### Classements hebdomadaires
| Classement (1991)                      | Meilleure position |
| -------------------------------------- | ------------------ |
| Autriche (Ö3 Austria Top 40)           | 22                 |
| Belgique (Flandre Ultratop 50 Singles) | 23                 |
| France (SNEP)                          | 30                 |
| Pays-Bas (Nederlandse Top 40)          | 35                 |
| Pays-Bas (Single Top 100)              | 41                 |
| Suède (Sverigetopplistan)              | 19                 |

## Historique de sortie
| Pays                                | Date | Format                         | Label              |
| ----------------------------------- | ---- | ------------------------------ | ------------------ |
| Allemagne France Italie Royaume-Uni | 1991 | 45 tours                       | Philips, Phonogram |
| France                              | 1991 | CD single                      | Philips, Phonogram |
| Royaume-Uni,                        | 1991 | Maxi 45 tours, cassette single | Philips, Phonogram |